# 鈴木淳一
鈴木 淳一（すずき じゅんいち、1965年 - ）は、日本の医師、医学者。専門は循環器学。医学博士（信州大学）。東京大学大学院医学系研究科先端臨床医学開発講座特任准教授。神奈川県出身。

## 来歴
- 1984年　神奈川県立横浜翠嵐高等学校 卒業
- 1990年　信州大学医学部医学科 卒業[2]
- 1990年　信州大学医学部附属病院内科 入局
- 1991年　長野赤十字病院内科 勤務[2]
- 1992年　国立甲府病院内科 勤務
- 1993年　東京大学医学部附属病院内科 入局
- 1996年　信州大学大学院医学研究科修了、医学博士[2]
- 1997年　信州大学医学部 助手
- 1999年　ハーバード大学医学大学院Brigham and Women's Hospital 留学[2]
- 2001年　東京都立広尾病院循環器科 勤務
- 2002年　東京医科歯科大学医学部附属病院循環器内科 助手
- 2007年　同 講師
- 2008年　東京大学大学院医学系研究科先端臨床医学開発講座特任准教授[1]

## 学術賞
- 1996年 心不全研究会奨励賞
- 1998年 日本心臓財団研究奨励賞
- 1998年 松医会賞
- 1999年 第16回Young Investigator's Award最優秀賞[3]
- 1999年 日本循環器学会YIA最優秀賞
- 1999年 Banyu Fellowship Awards in Lipid Metabolism and Atherosclerosis
- 2004年 成人血管病研究振興財団岡本研究奨励賞
- 2005年 第13回「高血圧・高脂血症と血管代謝」研究助成優秀賞

## 脚註
1. 1 2  東京大学大学院医学系研究科先端臨床医学開発講座
2. 1 2 3 4  大事な心臓にもコーヒーが有効？ ｜ 全日本コーヒー協会
3. ↑  Young Investigator's Award (YIA) - 日本循環器学会